# 三次站
34°48′10″N 132°51′21″E / 34.802861°N 132.855944°E

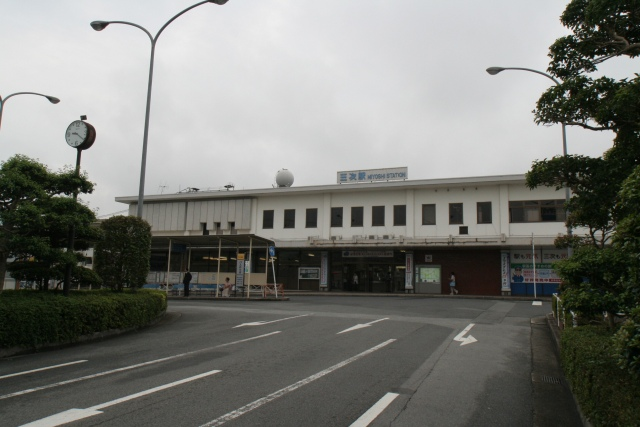
舊站舍正面（2007年8月30日）

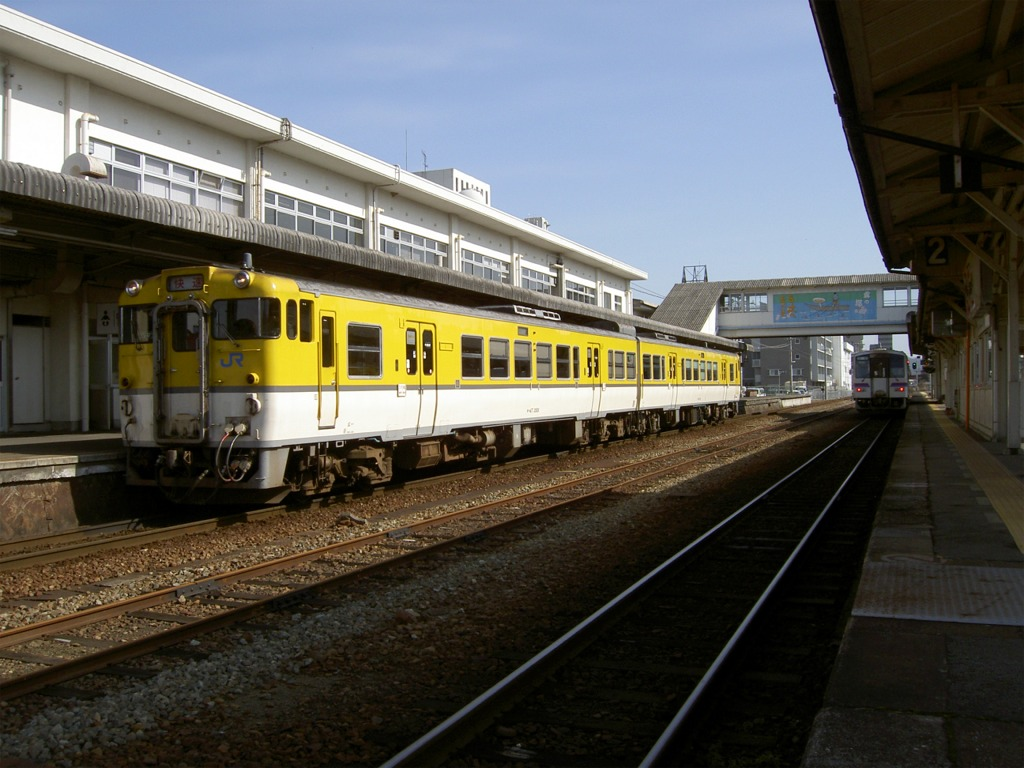
1、2號月台停車中的列車（2008年2月11日）

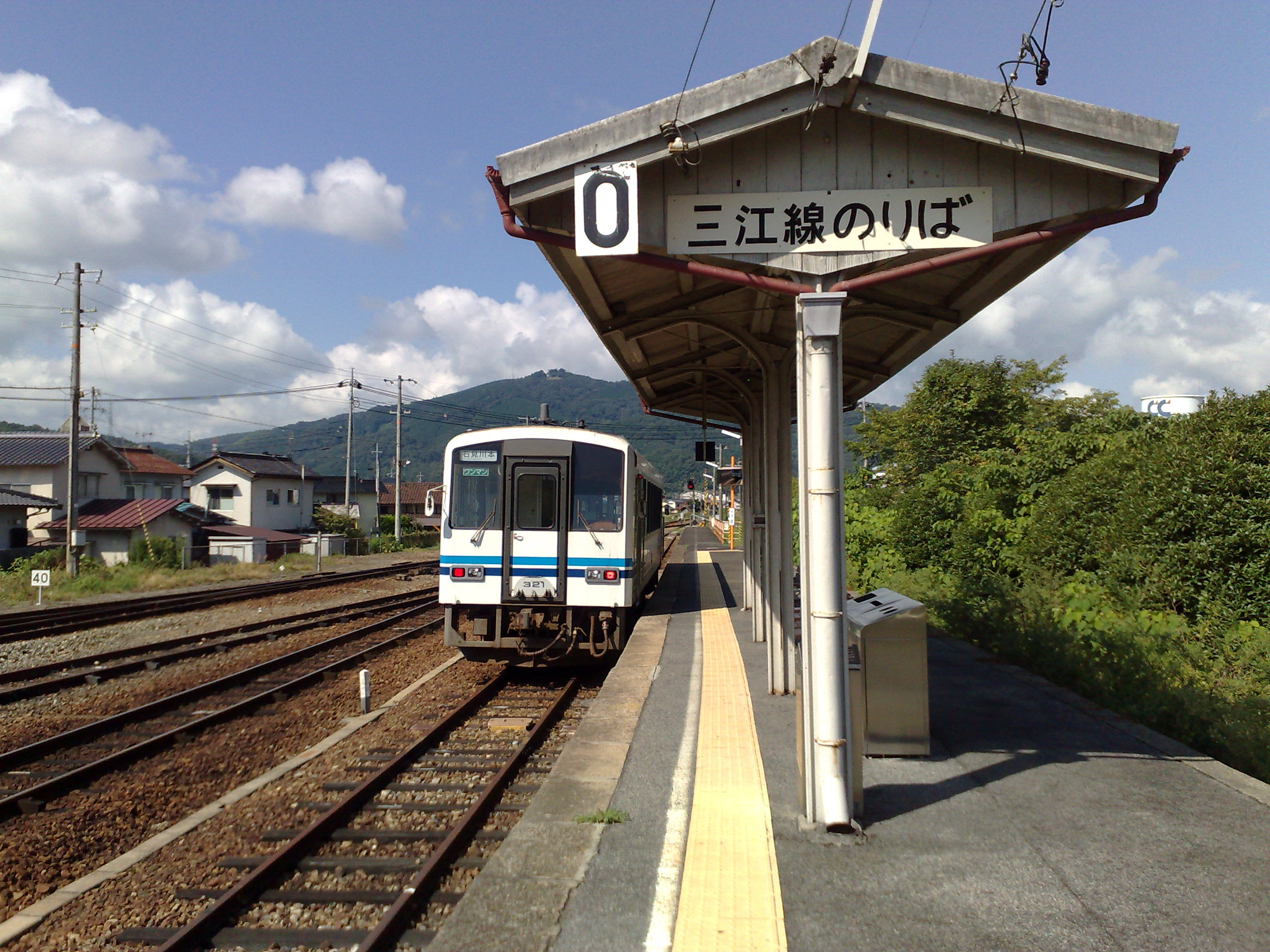
廢除了的0號月台（三江線）

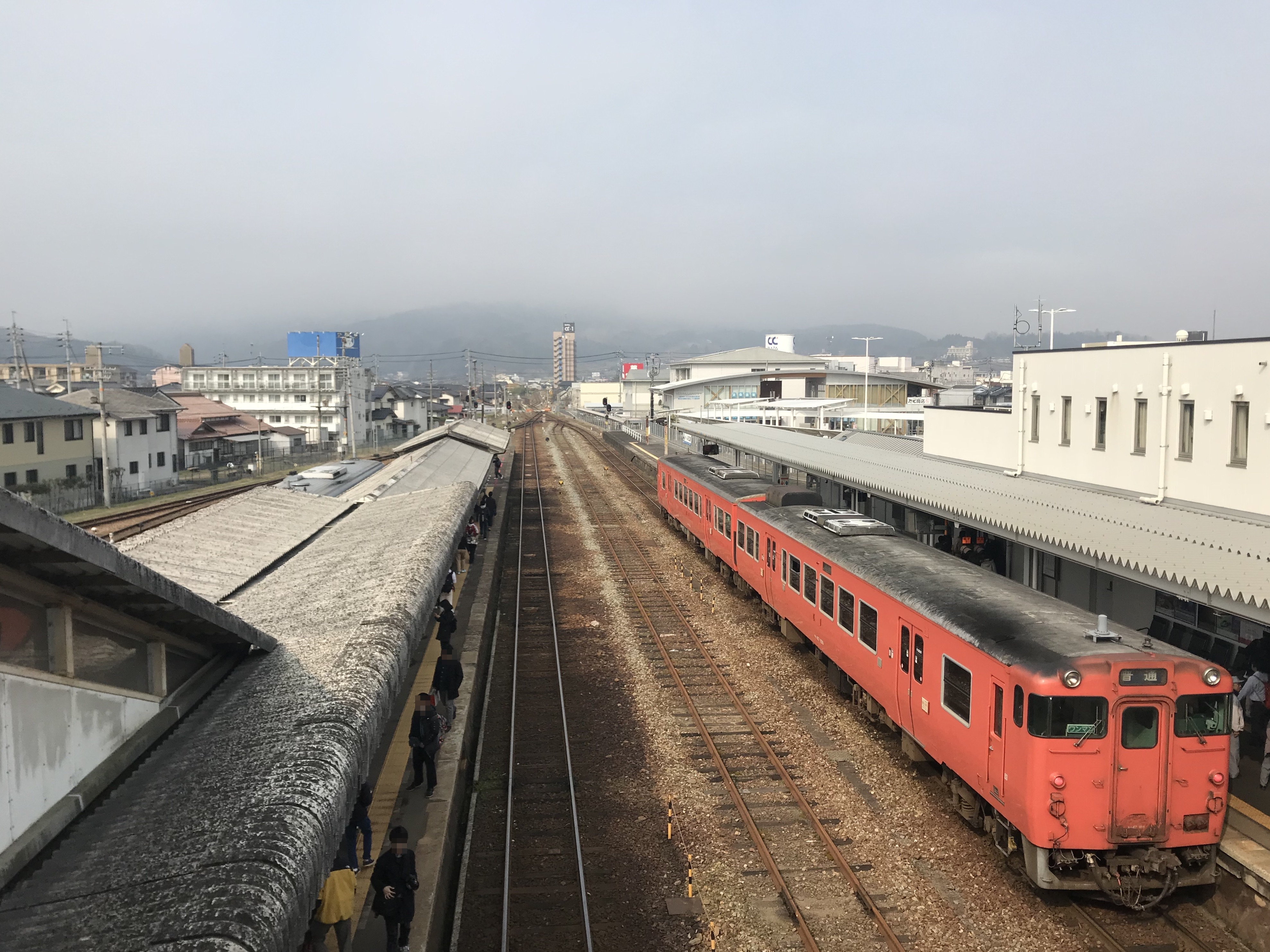
車站站區內、廣島方向 右起分別是站舍，1號月台的側式月台，沒有月台的待避線，2、3號月台共用的島式月台 側式月台前方原有舊0號月台，後被撤去（2018年3月）

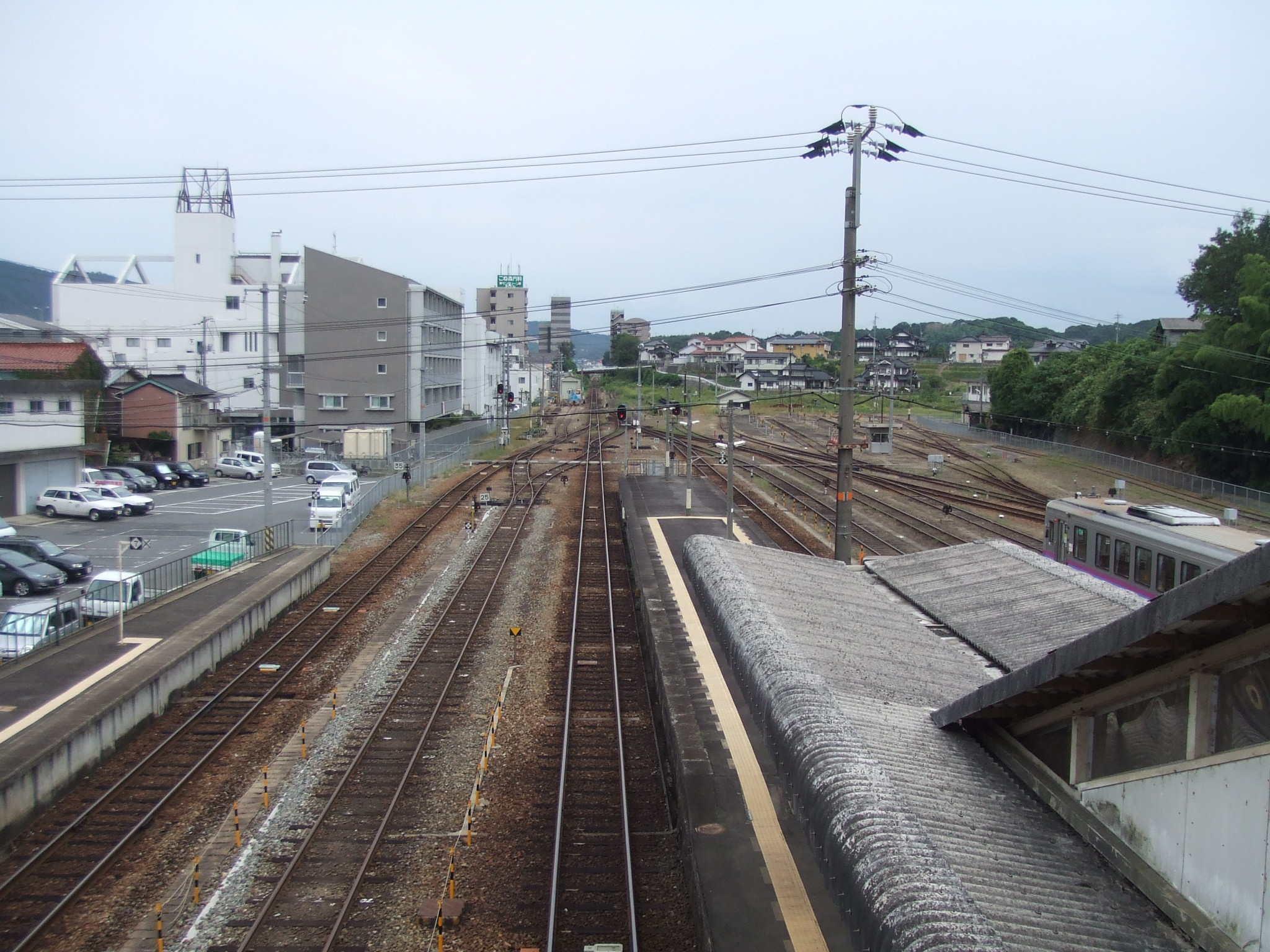
車站站區內、備中神代方向 2、3號月台的右側可見設有側線（2010年9月）

三次站（日语：／ Miyoshi eki */?）是一個位於廣島縣三次市十日市南一丁目，屬於西日本旅客鐵道（JR西日本）的鐵路車站。

## 車站構造
2面3線的地面車站。與站舍連接的側式月台1面1線與其後方島式月台1面2線的構造。
車站站場原本設有轉車台，2017年因東武鐵道將開行蒸氣火車「SL大樹號」而遷移至鬼怒川線鬼怒川溫泉站。
三江線列車以往在第零月台到開，2010年（平成22年）3月13日起廢止第零月台，而改到第三月台到開。但該線已於2018年4月1日起停駛廢線。

### 月台配置
| 月台    | 路線   | 方向 | 目的地           |
| ------- | ------ | ---- | ---------------- |
| 1、2、3 | 藝備線 | 下行 | 志和口、廣島方向 |
| 1、2、3 | 藝備線 | 上行 | 鹽町、備後原方向 |
| 1、2、3 | 福鹽線 | -    | 上下、府中方向   |

## 使用情況
近年1日平均上車人次如下表。
| 年度               | 1日平均 上車人次 |
| ------------------ | ---------------- |
| 1987年（昭和62年） | 1,366            |
| 1988年（昭和63年） | 1,403            |
| 1989年（平成元年） | 1,330            |
| 1990年（平成02年） | 1,386            |
| 1991年（平成03年） | 1,345            |
| 1992年（平成04年） | 1,268            |
| 1993年（平成05年） | 1,169            |
| 1994年（平成06年） | 1,097            |
| 1995年（平成07年） | 1,002            |
| 1996年（平成08年） | 955              |
| 1997年（平成09年） | 883              |
| 1998年（平成10年） | 839              |
| 1999年（平成11年） | 803              |
| 2000年（平成12年） | 794              |
| 2001年（平成13年） | 770              |
| 2002年（平成14年） | 767              |
| 2003年（平成15年） | 778              |
| 2004年（平成16年） | 758              |
| 2005年（平成17年） | 776              |
| 2006年（平成18年） | 743              |
| 2007年（平成19年） | 748              |
| 2008年（平成20年） | 702              |
| 2009年（平成21年） | 664              |
| 2010年（平成22年） | 653              |
| 2011年（平成23年） | 638              |
| 2012年（平成24年） | 612              |
| 2013年（平成25年） | 621              |
| 2014年（平成26年） | 585              |
| 2015年（平成27年） | 595              |
| 2016年（平成28年） | 608              |

## 相鄰車站
西日本旅客鐵道（JR西日本）
 藝備線、 福鹽線（福鹽線至鹽町站為止是藝備線）
■快速「三次Liner」
三次－甲立
■普通
八次－三次－西三次
已廢止路線
 三江線
尾關山－三次

### 來源
1. ↑  日間一部分列車需要在狩留家轉乘。

## 外部連結
- 三次站（JR西日本）（页面存档备份，存于）（日語）